# Ichneumon nigritus
Ichneumon nigritus là một loài tò vò trong họ Ichneumonidae.